# Anton Švajger
Anton Švajger (Daruvar, 6. lipnja 1935. – Zagreb, 16. prosinca 2003.) bio je hrvatski akademik, doktor medicinskih znanosti, te redoviti profesor Medicinskog fakulteta Sveučilišta u Zagrebu.

## Život i karijera
Rođen je 6. lipnja 1935. u Daruvaru od majke Jelke (rođene Klobučarić), i oca Antona, stožernog časnika. S očeve strane djed mu je bio Bavarac, a baka Slovenka. S majčine strane djed mu je bio Međimurac, a baka Čehinja. Izjašnjavao se kao Hrvat. Djetinjstvo i osnovno školovanje (od 1942. do 1949.) završio je u rodnom Daruvaru. Potom je od 1949. do 1954. godine srednjoškolsko obrazovanje stekao na Realnoj gimnaziji u Virovitici. Studirao je medicinu na Medicinskom fakultetu Sveučilišta u Zagrebu od 1954. do 1960. godine. Na istom je fakultetu 1965. godine stekao je zvanje doktora medicinskih znanosti. Tijekom 1968. god završio je šestomjesečno usavršavanje iz eksperimentalne embriologije u laboratoriju Hubrecht u Utrechtu u Nizozemskoj. Odmah nakon diplome, (1961.) Švajger se zaposlio na Zavodu za histologiju i embriologiju Medicinskog fakulteta Sveučilišta u Zagrebu, gdje je proveo cijeli radni vijek, koji je završio 30. rujna 2000 godine, kada je otišao u mirovinu. Nakon obrane habilitacijskog rada pod naslovom: Međusobni odnosi korioalantoisne membrane i transplantiranog embrija, 1969. godine izabran je u znanstveno-nastavno zvanje docenta. 
Bio je izvrstan znalac stranih jezika: njemačkog, francuskog, engleskog, talijanskog i ruskog. U slobodno vrijeme Švajger se bavio botanikom, ornitologijom, astronomijom, slikarstvom, književnošću, filozofijom, glazbom. Njegov unuk, također Anton, trenutno se bavi profesionalnim hrvanjem.
Nakon tri godine umirovljenja, umro je 16. prosinca 2003. godine. u 68. godini života, u Zagrebu.

## Dijelo
U svom znanstvenom radu Anton Švajger primarno bio je usmjeren na proučavanje temeljnih principa ranog razvoja sisavaca. Posebnu pozornost posvetio je proučavanju uloge zametnih stanica u ranoj embriogenezi.
U okviru svoje znanstvene djelatnosti primijenio je brojne dostupne znanstvene tehnike i metode, od klasične deskriptivne histomorfološke analize i elektronske mikroskopije do histokemije i imunokemije. Osobito se istaknuo u području eksperimentalne razvojne biologije vlastitom razvijenom metodom izolacije te mikromanipulacije i transplantacije ranih stadija embrionalnog razvoja sisavaca na razini klijanja te njihovim istraživanjem in vivo i in vitro. U okviru postavljenih znanstvenih zadataka dao je odgovore i akademske rezultate na pitanja o razvojnim procesima rane embriogeneze sisavaca.

## Ostale stručne djelatnosti
Njegova stručna djelatnost je bogata i raznolika, posebice u području medicinske enciklopedije. Uspio je prenijeti visoku razinu stručnosti među kolegama i studentima. Održao je brojne javne govore iz područja uže struke, općih tema iz biologije, povijesti medicine i fakulteta te pitanja medicinske etike, a pokazao se i kao čovjek široke opće i biomedicinske naobrazbe. Njegova profesionalna djelatnost, osim navedenog, trebala bi uključivati pisanje nastavnih tekstova, poglavlja u monografijama i priručnika za poslijediplomsku nastavu, te kontinuirano usavršavanje liječnika.
Tijekom svoje karijere Švajger je bio:
- Suradnik u školskom programu RTV Zagreb od osnutka (1968.), autor sedam emisija iz područja biologije: "Stanica - osnovna jedinica života" (1979.), "Funkcije staničnih struktura" (1969.), "Embrionalni razvoj čovjeka" (1969.), "Neke metode eksperimentalne embriologije" (1969.), "Stanica" (1970.), "Stanična diferencijacija" (1971.), "Sve o stanici" (1985.).
- Predavač na brojnim stručnim i znanstveno-popularnim predavanjima za različite profile slušatelja i autor više znanstveno-popularnih članaka.
- Obrađivač preko 500 pojmova za Medicinski leksikon Leksikografskog zavoda Miroslav Krleža.
- Prevoditelj i lektor udžbenika i stručnih članaka